# Blatten
Blatten je obec ve švýcarském kantonu Valais, v okrese Westlich Raron. Žije zde 290 obyvatel.
Velká část obce byla zničena sesuvem ledovce 28. května 2025.

## Geografie

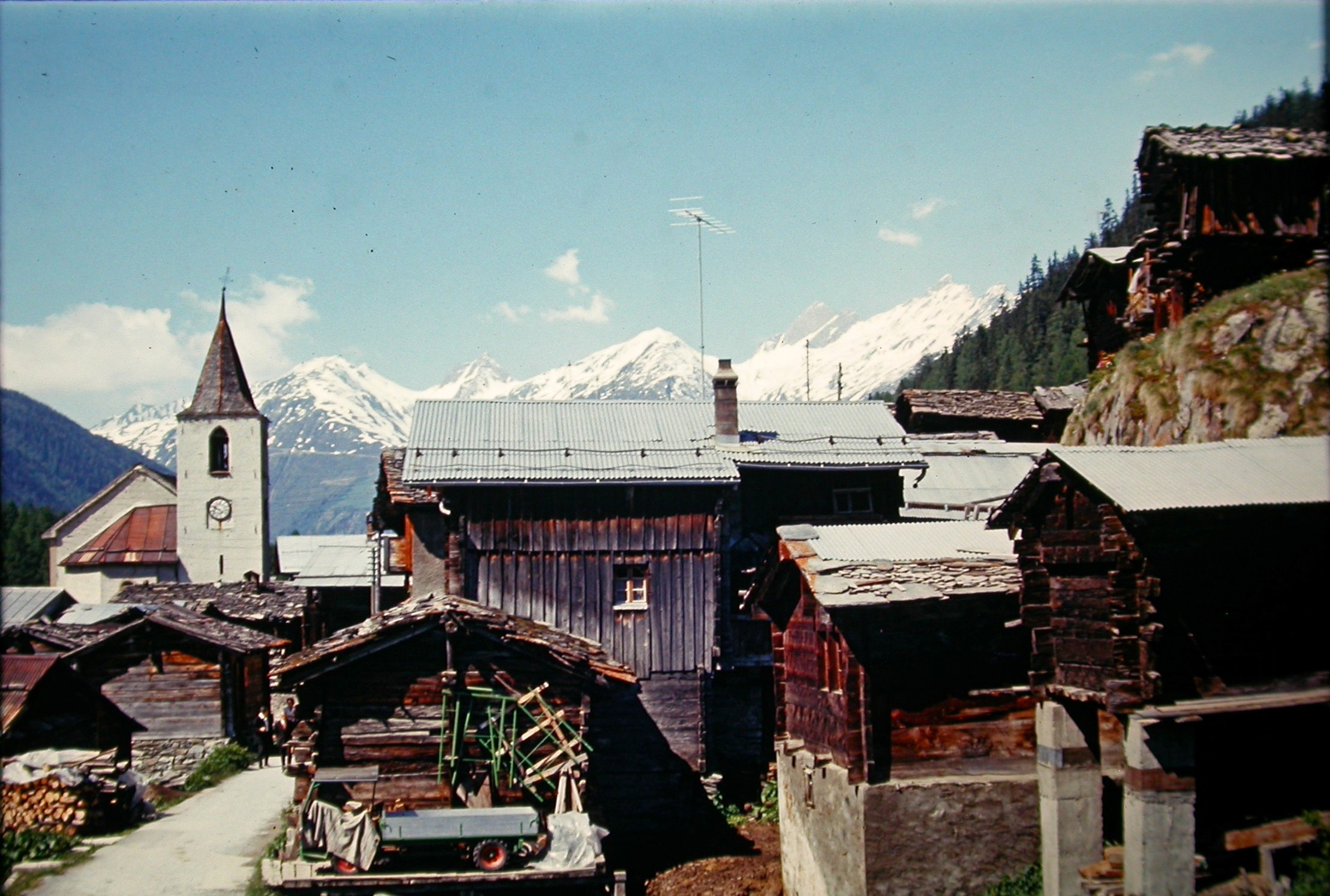
Centrum obce (1974)

Blatten leží v nadmořské výšce 1540 m a je nejvýše položenou obcí v údolí Lötschental. Obcí protéká řeka Lonza, která pramení na ledovci Langgletscher. K obci patří vesnice Eisten, Ried a Weissenried. Obec leží v oblasti horské oblasti Jungfrau-Aletsch-Bietschhorn, která byla v roce 2002 prohlášena za světové přírodní dědictví UNESCO.

## Historie
V roce 1898 se od údolní farnosti Kippel oddělil Blatten, který sdílel osudy Lötschentalu ve středověku a raném novověku. Barokní kaple Navštívení Panny Marie v Kühmattu z roku 1654 je cílem regionálních poutí. Po demolici novogotického kostela, postaveného v roce 1877,  kontrastuje s typickým walliským městečkem nová stavba z roku 1985. Vesnická pec, pila a společenský sál svědčí o někdejší soběstačnosti a sebevědomí obce. Přebytek obyvatelstva vedl k silné migraci v 19. a 20. století (zejména žoldnéři, průmysl a služby). Až do druhé světové války zůstávalo hlavním zdrojem příjmů horské zemědělství. S otevřením silnice roku 1954 začal přechod k zaměstnání v průmyslu a službách.

### Sesuv půdy v roce 2025

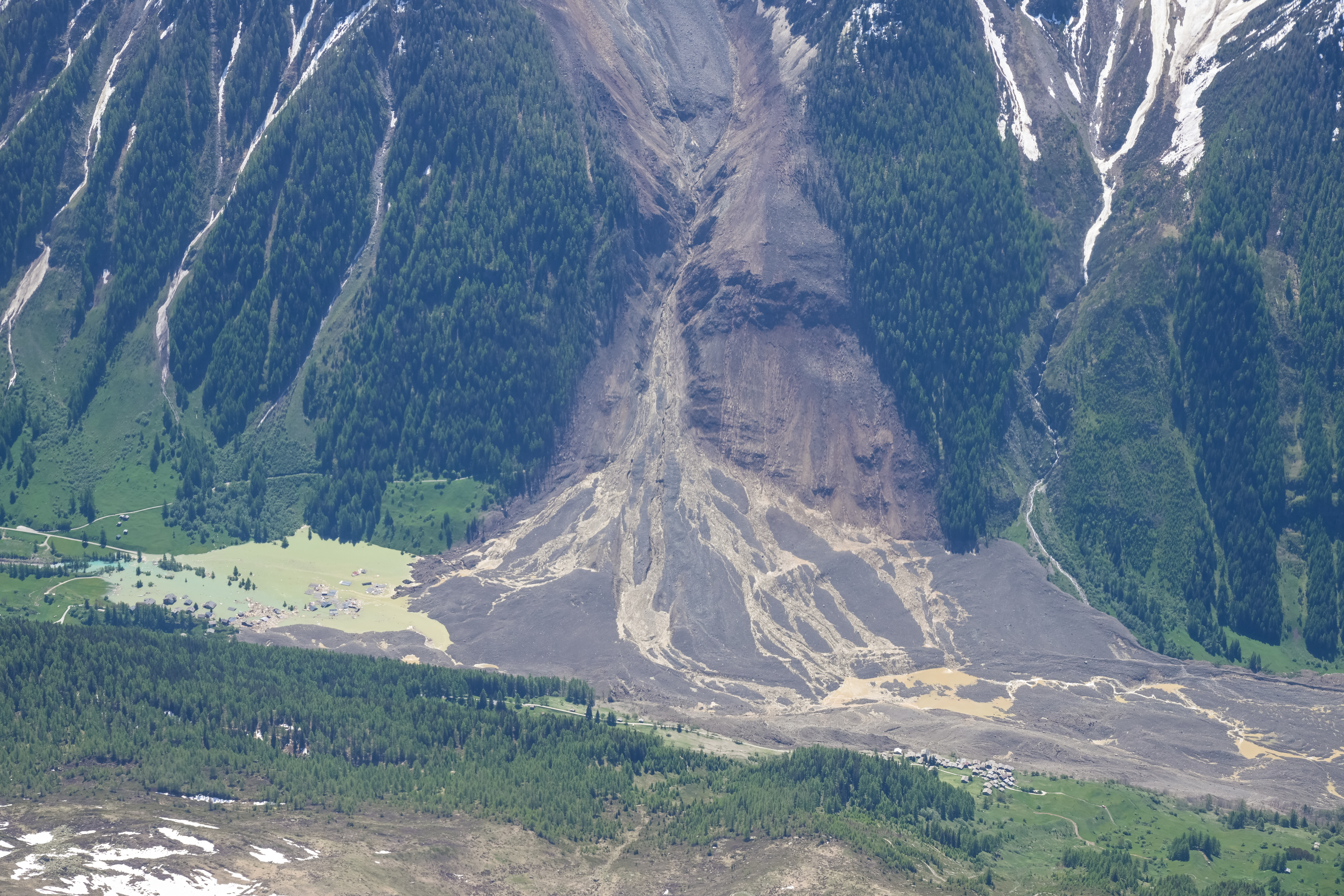
Sesuv půdy v roce 2025

Dne 28. května 2025 kolem 15:30 SEČ bylo přibližně 90 % obce zničeno sesuvem ledové a kamenné mury, kterou spustil kolaps ledovce Birch na hoře Kleines Nesthorn. Ve stejnou dobu bylo zaznamenáno zemětřesení o síle 3,1 stupně magnitudy, které bylo s největší pravděpodobností způsobeno touto událostí. Obyvatelé Blattenu byli evakuováni již od předchozího týdne. Po sesuvu policie oznámila, že jeden člověk je nezvěstný. Sesuv půdy také přehradil řeku Lonzu, protékající údolím. Kvůli nebezpečí záplav z hromadící se vody byla nařízena evakuace obcí nacházejících se po proudu.

## Obyvatelstvo

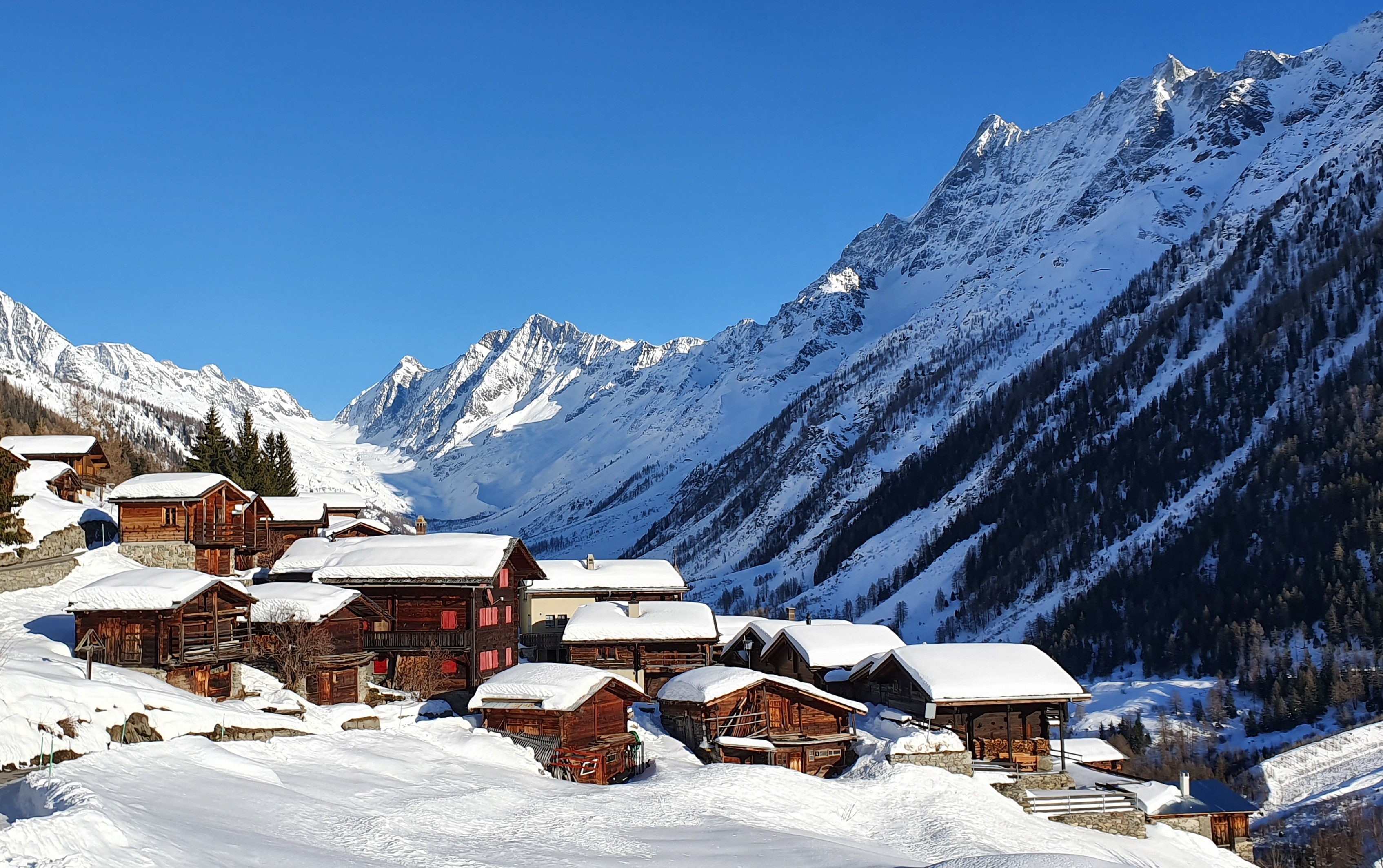
Weissenried

| Rok            | 1798 | 1850 | 1900 | 1950 | 2000 | 2010 | 2012 | 2014 | 2016 | 2019 |
| Počet obyvatel | 280  | 234  | 274  | 362  | 281  | 307  | 295  | 284  | 293  | 318  |